# Doação de esperma
A doação de esperma é o empréstimo (ou tecnicamente "doação") de alguém (conhecido como um doador de esperma), do seu esperma (conhecido como esperma doado) com o propósito de inseminação em uma pessoa que possui útero que não é sua parceira sexual. O esperma pode ser doado privada e diretamente para o destinatário pretendido, ou através de um banco de esperma ou clínica de fertilidade. A pessoa com intenção de gestar pode ser inseminada naturalmente (isto é, através de relações sexuais) ou por meio de inseminação artificial. Os principais destinatários do doador de esperma são casais heterossexuais que sofrem de infertilidade masculina, os casais de lésbicas e mulheres solteiras.
Ao passar por um banco de esperma, o destinatário pode selecionar o doador de esperma com base em características do doador, como aparência, personalidade, capacidade acadêmica, raça, e muitos outros fatores. Bancos de esperma ou clínicas estão sujeitos a diferentes regulamentações estatais, incluindo restrições sobre o anonimato dos dadores e número de filhos que podem ser concebidos, além de poder haver outras proteções legais dos direitos e responsabilidades do receptor e do doador. Alguns bancos de esperma, seja por opção ou regulamento, limitam a quantidade de informações disponíveis para os potenciais beneficiários; o desejo de obter mais informações sobre os doadores é uma razão pela qual os beneficiários podem optar por usar um doador conhecido e/ou uma doação privada.
Enquanto um doador de esperma é considerado como o genitor natural ou biológico de cada criança produzida como resultado de sua doação, ele geralmente não se destina a ser o responsável legal ou de jure. Dependendo da jurisdição e suas leis, ele pode ou não pode mais tarde ser elegível para buscar os direitos dos pais ou ser responsabilizado por obrigações parentais.